# فرودگاه آبی لاک-دس-ایکرسس
فرودگاه آبی لاک-دس-ایکرسس (به انگلیسی: Lac-des-Écorces Water Aerodrome) یک فرودگاه خصوصی است که یک باند فرود آب دارد. این فرودگاه در کشور کانادا قرار دارد و در ارتفاع ۲۳۰ متری از سطح دریا واقع شده‌است.